# Club Social y Deportivo Alianza (Ecuador)
El Club Deportivo Alianza es un equipo de fútbol profesional de la ciudad de Guano, Provincia de Chimborazo, Ecuador. Fue fundado el 26 de junio de 1942. Su directiva está conformada por Rafael Segundo Escudero como presidente, Oswaldo Estrada como vicepresidente, Guido Erazo como secretario, y Humberto Burgos como gerente. Se desempeña en la Segunda Categoría de Ecuador.
Está afiliado a la Asociación de Fútbol No Aficionado de Chimborazo.

## Historia
El equipo fue fundado exactamente el 26 de junio de 1942, su objetivo promover el deporte y la actividad física entre los jóvenes del cantón Guano, en su sede social en el barrio Santa Teresita se encuentran expuestos varios de los logros deportivos en una galería de fotografías junto con los trofeos conseguidos por el Alianza de Guano, esto hace que el equipo aliancista sea uno de los más importantes del cantón y la provincia de Chimborazo.
El club empezó su participación en los torneos de Segunda Categoría profesional en el año 2011 donde en su primer año logró el subcampeonato provincial detrás del club riobambeño Star Club, en la etapa zonal estuvo en el grupo B de la Zona 1 compartiendo grupo con equipos como Juventud Minera, el ídolo del pueblo Aucas, Atlético Saquisilí y León Carr; finalizó en el tercer lugar después de conseguir tres victorias, dos empates y tres derrotas, ahí concluyó su primera participación en los zonales. 
El partido que más llamó la atención en esta etapa fue contra Aucas que fue precisamente el primer partido del grupo B en el zonal, el partido se jugó el domingo 31 de julio de 2011 en el estadio Gonzalo Pozo Ripalda de la ciudad de Quito, el partido terminó a favor del equipo oriental con el marcador de 2 : 0, con goles de Roberto Ordóñez a los 40 minutos del primer tiempo y Jimmy Gómez Valencia a los 87 minutos de tiro libre.
Para la temporada 2012 el club Alianza vuelve a tener una destacada actuación en el torneo provincial de Segunda Categoría quedando nuevamente subcampeón y junto con el campeón de ese año Penipe Sporting Club avanzaron a los zonales provinciales, ahí Alianza compartió grupo por segundo año seguido con el ídolo del pueblo Aucas y León Carr, además de Pilahuin Tío, Sporting Bolívar y LDE La Maná, volvió a terminar en el tercer lugar con tres victorias, tres empates y tres derrotas, una vez más el sueño de llegar a la Serie B quedaba ahí; por este grupo sobresalió el partido jugado con Aucas en Quito donde la victoria se la llevó el equipo ex-petrolero con gol de Jaime Iván Kaviedes.
Después de dos temporadas donde no se consiguió el objetivo trazado el equipo fue refundado el 15 de agosto de 2013 bajo la denominación de Club Especializado Formativo Alianza, tras este suceso el equipo no participó del campeonato provincial de Segunda Categoría de Chimborazo durante las temporadas 2013, 2014, 2015 y 2016.
Luego de una ausencia de cuatro años, el club Alianza vuelve a la actividad profesional para la temporada 2017 donde tras una muy buena actuación consiguió el título provincial por primera vez en su historia y junto con el que se ha convertido en su clásico rival de patio, el Deportivo Guano clasificaron a la fase zonal representando a la provincia; Alianza estuvo en la zona 4 con Juventus de Esmeraldas, Grecia de Chone, Deportivo Quevedo, Alianza Cotopaxi y Talleres de Santo Domingo, al final terminó en el tercer lugar tras cosechar cuatro victorias, dos empates y cuatro derrotas, ahí terminó su participación ese año.
La temporada 2018 se registra como la mejor hasta ahora para el equipo de Alianza, terminó campeón del torneo provincial por segunda vez en su historia y consiguió también el bicampeonato al derrotar en la última fecha a su clásico rival, el Deportivo Guano; en la etapa zonal compartió grupo con Mineros de Caluma, Azogues Sporting Club y Chacaritas de Pelileo, ganó el grupo tras conseguir cinco victorias y una derrota, por primera vez en su historia logra pasar la fase zonal, en la etapa de los cuadrangulares semifinales concluyó su participación en el torneo 2018 tras terminar en segundo lugar del Grupo D, compartió grupo con Duros del Balón de Santa Elena, Audaz Octubrino de Machala y Imbabura Sporting Club, consiguió 11 puntos con 3 victorias, 2 empates y 1 derrota, 8 goles a favor, 5 en contra, por gol diferencia el equipo guaneño quedó eliminado con Duros del Balón que terminó primero, en la última fecha cayó derrotado 2 - 1 con Audaz Octubrino en Pasaje, así el sueño de llegar a la Serie B quedó truncado.
También en su condición de campeón provincial participó de la primera edición de la Copa Ecuador. Tuvo una destacada actuación, eliminó al principal equipo de la provincia, el Centro Deportivo Olmedo y avanzó hasta los dieciseisavos de final donde fue eliminado por Liga Deportiva Universitaria.

## Rivalidades
Desde la temporada 2017, donde vino la primera participación en torneos provinciales del Club Deportivo Guano, se formó una rivalidad con el otro equipo de la localidad. Ambos clubes comparten los mismos colores representativos del cantón Guano, el verde y blanco; de igual manera usan el mismo recinto para sus partidos de local, el estadio Timoteo Machado.
La rivalidad creció desde el primer torneo provincial, dando como resultado cuatro títulos consecutivos para Alianza y cinco subtítulos consecutivos para Deportivo Guano. La primera victoria en el historial llegó en 2018, específicamente el 20 de mayo de aquel año, fue victoria 1-0 por la fecha 1 del torneo provincial. A continuación se muestra el historial de partidos entre ambas instituciones.

### Campeonatos nacionales
| Número | Fecha                    | Campeonato                           | Equipo local    | Equipo visitante | Resultado | Estadio         |
| ------ | ------------------------ | ------------------------------------ | --------------- | ---------------- | --------- | --------------- |
| 1      | 4 de junio de 2017       | Segunda Categoría de Chimborazo 2017 | Alianza         | Deportivo Guano  | 0–0       | Timoteo Machado |
| 2      | 25 de junio de 2017      | Segunda Categoría de Chimborazo 2017 | Deportivo Guano | Alianza          | 2–2       | Timoteo Machado |
| 3      | 20 de mayo de 2018       | Segunda Categoría de Chimborazo 2018 | Alianza         | Deportivo Guano  | 1–0       | Timoteo Machado |
| 4      | 15 de julio de 2018      | Segunda Categoría de Chimborazo 2018 | Deportivo Guano | Alianza          | 0–0       | Timoteo Machado |
| 5      | 25 de mayo de 2019       | Segunda Categoría de Chimborazo 2019 | Deportivo Guano | Alianza          | 1–2       | Timoteo Machado |
| 6      | 12 de julio de 2019      | Segunda Categoría de Chimborazo 2019 | Alianza         | Deportivo Guano  | 4–4       | Timoteo Machado |
| 7      | 19 de septiembre de 2020 | Segunda Categoría de Chimborazo 2020 | Deportivo Guano | Alianza          | 1–1       | Yaruquíes       |
| 8      | 20 de junio de 2021      | Segunda Categoría de Chimborazo 2021 | Alianza         | Deportivo Guano  | 0–2       | Timoteo Machado |
| 9      | 25 de julio de 2021      | Segunda Categoría de Chimborazo 2021 | Deportivo Guano | Alianza          | 1–1       | Timoteo Machado |

## Estadio
El club hace sus partidos de local en el Estadio Timoteo Machado de la ciudad de Guano.
El estadio ha desempeñado un importante papel en el fútbol local, ya que los clubes de Guano como el Club Deportivo Guano y el Club Social y Deportivo Alianza hacen de local en este escenario deportivo, que participan en la Segunda Categoría de Ecuador. Grandes equipos del país han visitado el estadio Timoteo Machado por torneos de Segunda Categoría, por ejemplo el Aucas en 2011, donde consiguió un importante empate 0 : 0 contra Alianza de Guano, resultado que lo clasificaría al hexagonal final de ese año. Otro destacado encuentro fue el del año 2017 donde se enfrentó al Club Deportivo Alianza Cotopaxi, en un intenso partido tras ir perdiendo 0 : 1 logró darle la vuelta al marcador y al final la victoria fue para el Alianza de Guano por 2 goles a 1.
El estadio es sede de distintos eventos deportivos a nivel local, ya que también es usado para los campeonatos escolares de fútbol que se desarrollan en la ciudad en las distintas categorías, también puede ser usado para eventos culturales, artísticos, musicales de la localidad.
El estadio tiene instalaciones con camerinos para árbitros, equipos local y visitante, zona de calentamiento, cabinas de prensa, entre otros servicios para los aficionados.
Además el recinto deportivo es sede de:
- Campeonatos Interprovinciales e intercantonales de fútbol.[17]
- Entrenamientos disciplinas fútbol y atletismo.[18]

## Datos del club
- Temporadas en Segunda Categoría: 13 (2011-2021, 2023-presente)
- Mayor goleada conseguida: 
  - En campeonatos nacionales: 7 a 0 a Estudiantes de La Plata
- Mayor goleada encajada: 
  - En campeonatos nacionales:
- Máximo goleador:
- Mejor puesto en la liga: Primer lugar
- Peor puesto en la liga: Tercer lugar
- Primer partido en campeonatos nacionales:

## Palmarés

### Torneos nacionales
| Competición                        | Títulos | Subcampeonatos |
| ---------------------------------- | ------- | -------------- |
| Segunda Categoría de Ecuador (0/0) |         |                |

### Torneos Provinciales
| Competición                           | Títulos                | Subcampeonatos |
| ------------------------------------- | ---------------------- | -------------- |
| Segunda Categoría de Chimborazo (4/2) | 2017, 2018, 2019, 2020 | 2011, 2012     |